# Chanchudiplosis striata
Chanchudiplosis striata är en tvåvingeart som beskrevs av Grover och Bakhshi 1978. Chanchudiplosis striata ingår i släktet Chanchudiplosis och familjen gallmyggor. Inga underarter finns listade i Catalogue of Life.